# Gitschtal
Gitschtal è un comune austriaco di 1 290 abitanti nel distretto di Hermagor, in Carinzia. È stato istituito nel 1973 con la fusione dei comuni soppressi di Sankt Lorenzen im Gitschtal e Weißbriach; capoluogo comunale è Weißbriach. È l'unico comune del distretto a non confinare con l'Italia; è attraversato dal fiume Gössering.

## Geografia antropica

### Suddivisioni amministrative
Il territorio comprende 10 località (tra parentesi il numero di abitanti al 1º gennaio 2015), di cui due comuni catastali (quelli segnati con l'asterisco):
- Brunn (3),
- Golz (3)
- Jadersdorf (162)
- Langwiesen (4)
- Lassendorf (67)
- Leditz (6)
- Regitt (30)
- Sankt Lorenzen im Gitschtal (268) *
- Weißbriach (722) *
- Wulzentratten (1)